# Pańkino (rejon szeksniński)
Pańkino (ros. Панькино) – wieś w Rosji, w rejonie szeksnińkim obwodu wołogodzkiego. W 2010 r. mieszkała tam jedna osoba.